# Prosopis caldenia
Prosopis caldenia é uma espécie de legume da família Leguminosae.
Apenas pode ser encontrada na Argentina.
Esta espécie está ameaçada por perda de habitat.